# Popelmann
Der Popel oder Popelmann ist eine Sagengestalt, ein Kobold oder Hausgeist und eine Kinderschreckfigur aus dem Sudetenland.

## Legende
Der Popel wird als Dämon beschrieben, der kleine Kinder entführen soll, wenn diese unfolgsam oder unartig waren. Der schwarze Mann hat kein Gesicht und verhüllt Kopf und Körper in einem weißen Umhang. Nachts schleicht er sich in die Häuser der Kinder, die wegen ihrer Aufsässigkeit nicht mehr von den guten Geistern beschützt werden, steckt sie in einen großen Sack und verschleppt sie.
Bei der Auswahl seiner Opfer wird er von seiner Lebensgefährtin Popelhole begleitet, die bei den Kindern häufig in einem letzten Test überprüft, ob diese im Grunde ihres Herzens gut oder böse sind. Gemeinsam leben sie in den Sümpfen in der Nähe von Iglau, wo der Popel seine anderen Eigenarten zeigt. Bauern in der Nähe der Sümpfe berichteten der Legende nach, dass der eitle Popel besonders nach einem Gewitter die meiste Zeit damit beschäftigt war, auf einem Damm sitzend sein Haar zu kämmen. Wenn sich ihm aber Erwachsene näherten, verschwand er sofort spurlos. Sobald er sich nicht um die Haarpflege kümmerte, tanzte er fröhlich mit seiner Gefährtin oder alleine, was ihm trotz seiner Grausamkeiten in manchen Geschichten den Ruf eines eigentlich fröhlichen Koboldes einbrachte:

„Tanz, tanz, Popelmann
uf unsern Bodden rum;
ach wier es nicht der Popelmann
’nen Thaler gäb ich drum.“

In einer neuzeitlichen Variante der Sage gibt es eine ganze Reihe von Popelmännern, die sich nach ihren Beutezügen auf dem Popelberg trafen und gemeinsam tanzten.

## Namensursprung
Der Name Popel stammt wahrscheinlich von dem polnischen Herrscher Popiel II. Dieser galt als besonders grausam, fand einen gewaltsamen Tod und wurde der Legende nach von Mäusen verspeist. Einer anderen Theorie zufolge stammt der Begriff aus dem schlesischen Dialekt. Hier bedeutet popeln etwas zu verhüllen, ein Popel oder Gerstepopel ist eine verhüllte Vogelscheuche.

## Rezeption

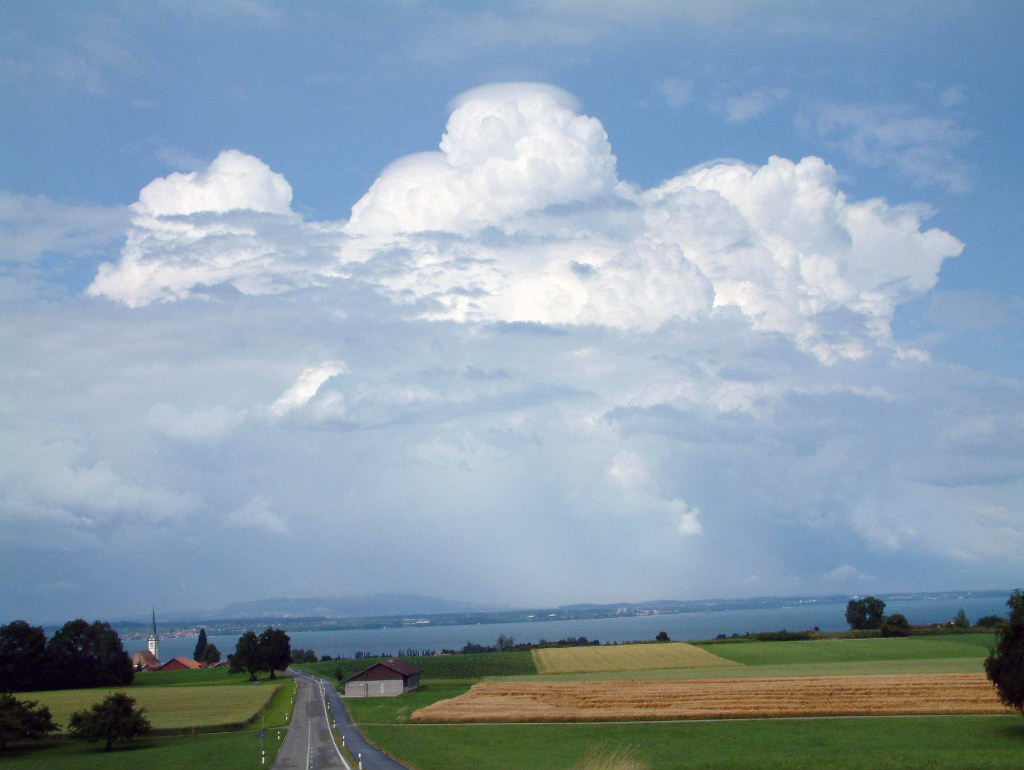
Aufziehende Gewitterwolke – im Volksmund auch Popel genannt

Martin Luther sah in dem Popel einen Dämon des Satans, der als Gegenstück zu den Schutzengeln fungierte. Er empfahl Eltern in einem Buch, ihren Kindern mit dem Popelmann zu drohen, wenn diese nicht auf sie hören wollten oder nicht genug Frömmigkeit zeigen sollten.

„Liebes Kind, soll man sagen, willst du nicht fromm sein, so wird dein Engelein von dir laufen, und der böse Geist, der schwarze Popelmann, zu dir kommen.“

Die Brüder Grimm nahmen den Popel und seine Gefährtin in ihre Sammlung deutscher Märchen auf und beschrieben sie außerdem in ihrem deutschen Wörterbuch.
In Analogie zu dem drohenden Unheil durch den Popel wurden nahende Gewitterwolken beschrieben, die „wie Popel“ aufzögen. Im Volksmund werden deshalb schwarze entstehende Gewitterwolken heute als Popel bezeichnet.

## Verbreitung der Sage
Besondere Verbreitung fanden die Sagen um den Popel im Sudetenland. Durch die Darstellungen von Luther und den Brüdern Grimm wurde die Legende besonders in den deutschen Gebieten bekannt. Die Verwünschung: dass dich der Popel hole! war ebenso verbreitet wie das Kinderlied Der Popelmann:

„Der Popelmann, der Popelmann
der hat nen weißen Kittel an,
und steckt in einen großen Sack
alles verlauste Huckepack.“